# Gouget noir
Pour les articles homonymes, voir Gouget.
Le gouget noir, ou gouget, est un cépage noir français originaire des environs de Montluçon et qui est cultivé dans les départements de l'Allier, de l'Indre et du Cher dans le centre de la France.
Le cépage était autrefois largement planté avec près de 17 000 hectares au milieu du XIXe siècle, mais l'épidémie de phylloxéra en a considérablement diminué le nombre et en 2018, on recensait 8,4 hectares plantés en France.

## Histoire
Les origines de son nom ne sont pas connues. Certains experts en vin, comme Jancis Robinson, pensent qu'il a peut-être été nommé d'après un propriétaire de vignoble et un propagateur de boutures de vigne puisque Gouget est un nom de famille courant. D'après son analyse génétique, il s'agit certainement d'un descendant direct du gouais blanc, qui est aussi connu sous le synonyme gouget blanc, tandis que son deuxième parent reste encore inconnu. Ce cépage ne doit pas être confondu avec le gamay et le pinot noir car, bien qu'il puisse y avoir une relation avec le gamay via une filiation partagée avec le gouais blanc et malgré le fait que des synonymes ou des similitudes morphologiques puissent l'indiquer, l'étude de son ADN a également confirmé que le gouget noir est une variété distincte.
Son histoire dans le centre de la France remonte au moins au XIXe siècle où un document de 1843 a montré qu'il était utilisé à la fois comme cépage de cuve et comme raisin de table dans l'Allier et le Cher où il était prisé pour la saveur sucrée de sa chair. Le gouget noir est devenu une spécialité du bassin montluçonnais, et plus particulièrement de ses communes de Domérat, Huriel et Montluçon et au milieu du XIXe siècle, le cépage représentait près de la moitié du vignoble de l'Allier avec près de 17 000 hectares.
Comme dans presque toutes les régions viticoles françaises, la viticulture dans l'Allier a fortement diminué après le phylloxéra de la fin du XIXe siècle mais la plupart des vignobles de l'Allier furent replantés avec différents cépages comme le gamay noir notamment.

## Répartition géographique
Aujourd'hui, le gouget noir se trouve encore dans l'Allier, l'Indre et le Cher mais ses effectifs sont bien inférieurs à ceux d'avant le phylloxéra ou même aux 739 ha qui poussaient en 1958. Le recensement de 2018 des cépages de cuve n'a dénombré que 8,4 ha, principalement présents sur la commune d'Huriel dans l'Allier. 
Pierre Picot, un viticulteur de Chateaumeillant (Cher), plante à Vesdun entre 2017 et 2020 quelques dizaines d'ares de gouget noir afin de relancer la culture de ce cépage presque oublié,.

## Caractéristiques ampélographiques
Les caractéristiques ampélographiques du cépage se décrivent ainsi :
- Les grappes sont de taille petite à moyenne, cylindriques et compactes avec la présence parfois d'une ou deux ailes assez développées ;
- Les pédoncules sont de longueur et de grosseur moyennes pas ou très peu lignifiés ;
- Les baies sont petites à moyennes, sphériques voire ovoïdes et dont la chair est juteuse ;
- La peau est fine d'une belle couleur noir bleuté recouverte d'une pruine abondante ;
- À l'automne, le feuillage prend de belles couleurs jaune et rouge et tombe assez tardivement.

## Aptitudes culturales
Le gouget noir est une variété à maturité précoce mais qui mûrit difficilement en années froides. Il a tendance à bourgeonner assez tôt mais avec une certaine résistance aux dommages du gel printanier, son risque viticole le plus important étant sa sensibilité à la pourriture grise en années humides.

## Potentiel technologique
S'il est récolté à pleine maturité et vinifié en rouge, ce cépage donne un vin bien coloré et fruité aux arômes de fruits rouges avec une structure tannique marquée, une bonne acidité et une teneur en alcool modérée. En rosé, il produit un vin léger assez fruité à la robe claire. Dans sa région d'origine, il est aussi fréquemment utilisé en assemblage avec du gamay ou du pinot noir notamment.

## Synonymes
Le gouget noir est également connu sous les synonymes suivants (les régions où le synonyme est particulièrement utilisé sont présentées entre parenthèses), :
- Gauget noir
- Gouge (Chateaumeillant)
- Gouge noir (Allier et Cher)
- Gouget
- Goujet
- Lyonnais (Indre)
- Moret (Cher)
- Nérou
- Neyrac (Puy-de-Dôme)
- Neyran
- Neyrou (Allier)
- Petit Neyran (Saint-Pourçain-sur-Sioule)